# Orpecovalva
Orpecovalva is een geslacht van vlinders van de familie dominomotten (Autostichidae), uit de onderfamilie Symmocinae.

## Soorten
- O. acantha (Gozmany, 1963)
- O. diadema Gozmany, 1977
- O. glaseri Gozmany, 1977
- O. mallorcae Gozmany, 1975
- O. obliterata (Walsingham, 1905)